# Fred Kelsey
Pour les articles homonymes, voir Kelsey.
Frederick « Fred » Alvin Kelsey est un acteur, réalisateur et scénariste américain, né le 20 août 1884 à Sandusky (Ohio), mort le 2 septembre 1961 à Los Angeles — Quartier d'Hollywood (Californie).
Il est généralement crédité Fred Kelsey, parfois Fred A. Kelsey.

## Biographie
Comme second rôle de caractère (parfois non crédité), Fred Kelsey contribue à près de quatre-cent-cinquante films américains, dont plus de quatre-vingt-dix muets, le premier sorti en 1911. Au long d'une carrière achevée en 1959, il tient souvent des rôles de détective ou de policier, au point d'être ainsi caricaturé dans le court métrage d'animation Who Killed Who? (en) (1943) de Tex Avery.
Parmi ses films notables, mentionnons les courts métrages Métier de chien de Leo McCarey (1926, avec Charley Chase) et La Maison de la peur de James Parrott (1930, avec Laurel et Hardy), ainsi que le film à sketches La Sarabande des pantins (1952, segment d'Henry King, avec Jeanne Crain et Farley Granger), ou encore Hans Christian Andersen et la Danseuse de Charles Vidor (1952, avec Danny Kaye et Farley Granger). Son dernier film (un petit rôle non crédité) est Le Courrier de l'or de Budd Boetticher (1959, avec Randolph Scott et Virginia Mayo).
Toujours comme acteur, il apparaît également à la télévision de 1951 à 1958, dans quatre séries, dont Sugarfoot (trois épisodes, 1957-1958) et Perry Mason (trois épisodes, 1958).
Comme réalisateur, on doit à Fred Kelsey quarante-deux films muets (dont cinq également comme scénariste) sortis de 1914 à 1920, principalement des courts métrages. Parmi eux figurent des westerns avec Harry Carey en vedette, sortis en 1917, dont The Bad Man of Cheyenne (en) (avec Priscilla Dean) et A 44-Calibre Mystery (en) (avec Claire Du Brey et Hoot Gibson).
Notons qu'un des premiers courts métrages qu'il dirige est The Exposure (1914), avec Wallace Reid et Raoul Walsh. Ultérieurement, il tiendra des petits rôles dans plusieurs réalisations de ce dernier, dont Les Faubourgs de New York (1933, avec Wallace Beery et George Raft) et Gentleman Jim (1942, avec Errol Flynn et Alexis Smith)

## Filmographie

### Comme acteur (sélection)

#### Au cinéma

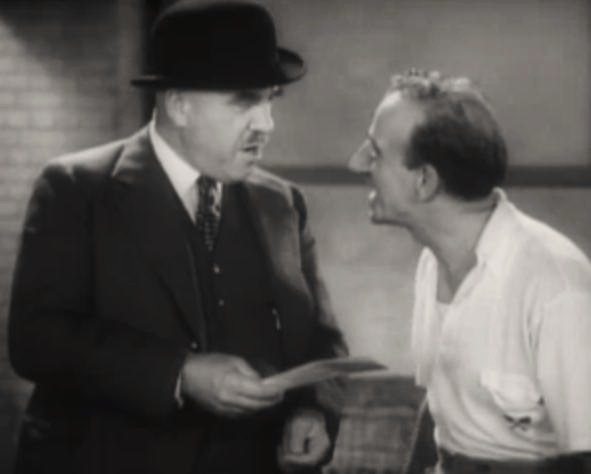
Avec Jimmy Durante (à d.), dans Le Professeur (1932)

- 1911 : A Left Hook de Stanner E. V. Taylor (court métrage = CM)
- 1913 : Marooned de James Kirkwood Sr. (CM)
- 1914 : Arms and the Gringo de Christy Cabanne (CM)
- 1914 : McCarn Plays Fate de John G. Adolfi (CM)
- 1918 : A Society Sensation de Paul Powell (CM)
- 1918 : The Yellow Dog de Colin Campbell
- 1919 : The Silk-Lined Burglar de John Francis Dillon
- 1919 : L'Empreinte (The Fire Flingers) de Rupert Julian
- 1920 : The Third Generation d'Henry Kolker
- 1920 : Blackmail de Dallas M. Fitzgerald
- 1921 : There Are No Villains de Bayard Veiller
- 1922 : The Song of Life de John M. Stahl
- 1922 : Les Bons Larrons (Turn to the Right) de Rex Ingram
- 1922 : One Clear Call de John M. Stahl
- 1922 : South of Suva de Frank Urson
- 1922 : Don't Shoot de Jack Conway
- 1922 : Le Réquisitoire (Manslaughter) de Cecil B. DeMille
- 1923 : The Bishop of the Ozarks de Finis Fox
- 1923 : Le Rayon mortel (The Eleventh Hour) de Bernard J. Durning
- 1923 : Lovebound de Henry Otto
- 1924 : Stepping Lively de James W. Horne
- 1924 : The Night Hawk de Stuart Paton
- 1924 : Madonna of the Streets d'Edwin Carewe
- 1924 : Amour, quand tu nous tiens... (The Yankee Consul) de James W. Horne
- 1925 : Le Train de 6 heures 39 (Excuse Me) d'Alfred J. Goulding
- 1925 : Friendly Enemies de George Melford
- 1925 : Les Sept Larrons en quarantaine (Seven Sinners) de Lewis Milestone
- 1925 : Starvation Blues de Richard Wallace
- 1925 : The Lawful Cheater de Frank O'Connor
- 1925 : Le Mystérieux Raymond (Paths to Paradise) de Clarence G. Badger
- 1926 : Charley My Boy de Leo McCarey (CM)
- 1926 : Say It with Babies de Fred Guiol (CM)
- 1926 : Métier de chien (Dog Shy) de Leo McCarey (CM)
- 1926 : The Third Degree de Michael Curtiz
- 1926 : The Uneasy Three de Leo McCarey (CM)
- 1927 : The Gorilla d'Alfred Santell
- 1927 : Soft Cushions d'Edward F. Cline
- 1927 : Jewish Prudence de Leo McCarey (CM)
- 1927 : The Thirteenth Hour (en) de Chester M. Franklin
- 1928 : Tenderloin de Michael Curtiz
- 1928 : Harold Teen de  Mervyn LeRoy
- 1928 : Intrigues (A Woman of Affairs) de Clarence Brown
- 1928 : En cour d'assises (On Trial) de Archie Mayo
- 1928 : La Petite Dame du vestiaire (Naughty Baby) de Mervyn LeRoy
- 1928 : Une nuit aux bains turcs (Ladies' Night in a Turkish Bath) d'Edward F. Cline
- 1929 : Y a erreur ! (Wrong Again) de Leo McCarey (CM)
- 1929 : L'Affaire Donovan (The Donovan Affair) de Frank Capra
- 1929 : Le Dernier Avertissement (The Last Warning) de Paul Leni
- 1929 : The Fall of Eve de Frank R. Strayer
- 1930 : La Maison de la peur (The Laurel-Hardy Murder Case) de James Parrott (CM)
- 1930 : Murder on the Roof de George B. Seitz
- 1930 : Il faut payer (Paid), de Sam Wood
- 1930 : Going Wild de William A. Seiter
- 1930 : The Naughty Flirt d'Edward F. Cline
- 1931 : Scandal Sheet de John Cromwell
- 1931 : Son gosse (Young Donovan's Kid) de Fred Niblo
- 1932 : Red Haired Alibi de Christy Cabanne
- 1932 : Amour défendu (Forbidden) de Frank Capra
- 1932 : Discarded Lovers de Fred C. Newmeyer
- 1932 : Non coupable (Guilty as Hell) de Erle C. Kenton
- 1932 : Le Professeur (Speak Easily) de Edward Sedgwick
- 1932 : Le Bel Étudiant (Huddle) de Sam Wood
- 1933 : Chercheuses d'or de 1933 (Gold Diggers of 1933) de Mervyn LeRoy
- 1933 : Prologues (Footlight Parade) de Lloyd Bacon et Busby Berkeley
- 1933 : Les Faubourgs de New York (The Bowery) de Raoul Walsh
- 1934 : Young and Beautiful de Joseph Santley
- 1934 : Train de luxe (Twentieth Century) de Howard Hawks
- 1935 : Danger Ahead d'Albert Herman
- 1935 : Un danger public (The Public Menace) d'Erle C. Kenton
- 1935 : One Frightened Night (en) de Christy Cabanne
- 1935 : This Is the Life, de Marshall Neilan
- 1936 : The Little Red Schoolhouse de Charles Lamont
- 1937 : L'Incendie de Chicago (In Old Chicago) de Henry King
- 1937 : Le Petit Bagarreur (Hoosier Schoolboy) de William Nigh
- 1937 : J'ai deux maris (Second Honeymoon) de Walter Lang
- 1937 : All Over Town (en) de James W. Horne
- 1937 : L'Amour en première page (Love Is News) de Tay Garnett
- 1937 : That I May Live d'Allan Dwan
- 1938 : Josette et compagnie (Josette) de Allan Dwan
- 1939 : Le Mannequin du collège (My Lucky Star) de Roy Del Ruth
- 1939 : Tiny Troubles de George Sidney (CM)
- 1940 : The Lone Wolf Meets a Lady de Sidney Salkow
- 1940 : High School de George Nichols Jr.
- 1940 : Misbehaving Husbands de William Beaudine
- 1940 : L'Archer vert (The Green Archer) de James W. Horne
- 1941 : Le Fantôme invisible (Invisible Ghost) de Joseph H. Lewis
- 1941 : La Charge fantastique (They Died with Their Boots On) de Raoul Walsh
- 1941 : Secrets of the Lone Wolf d'Edward Dmytryk
- 1942 : Counter-Espionage d'Edward Dmytryk
- 1942 : L'Homme qui vint dîner (The Man Who Came to Dinner) de William Keighley
- 1942 : Crimes sans châtiment (Kings Row) de Sam Wood
- 1942 : L'amour n'est pas en jeu (In This Our Life) de John Huston
- 1942 : Gentleman Jim de Raoul Walsh
- 1942 : Hyènes des bas-fonds (X Marks the Spot) de George Sherman
- 1942 : Wings for the Eagle de Lloyd Bacon
- 1943 : Convoi vers la Russie (Action in the North Atlantic) de Lloyd Bacon
- 1944 : Bowery Champs de William Beaudine
- 1944 : Révolte dans la vallée (Roaring Guns) de Jean Negulesco
- 1945 : Joyeux Noël dans le Connecticut (Christmas in Connecticut) de Peter Godfrey
- 1945 : L'Intrigante de Saratoga (Saratoga Trunk) de Sam Wood
- 1945 : San Antonio de David Butler
- 1945 : Pillow to Post de Vincent Sherman
- 1946 : La Voleuse (A Stolen Life) de Curtis Bernhardt
- 1946 : Bringing Up Father d'Edward F. Cline
- 1947 : L'Homme que j'aime (The Man I Love) de Raoul Walsh
- 1947 : Mon père et nous (Life with Father) de Michael Curtiz
- 1948 : The Woman in White de Peter Godfrey
- 1949 : La Fille du désert (Colorado Territory) de Raoul Walsh
- 1949 : Fiancée à vendre (Bride for Sale) de William D. Russell
- 1950 : Montana de Ray Enright
- 1950 : Voyage à Rio (Nancy Goes to Rio) de Robert Z. Leonard
- 1951 : Havana Rose de William Beaudine
- 1952 : La Sarabande des pantins (O. Henry's Full House), film à sketches, segment Le Cadeau des rois mages (The Gift of the Magi) d'Henry King
- 1952 : Mes six forçats (My Six Convicts) d'Hugo Fregonese
- 1952 : Hans Christian Andersen et la Danseuse (Hans Christian Andersen) de Charles Vidor
- 1952 : Le Bal des mauvais garçons (Stop, You're Killing Me) de Roy Del Ruth
- 1953 : La Taverne des révoltés (The Man Behind the Gun) de Felix E. Feist (rôle non crédité)
- 1954 : Le Calice d'argent (The Silver Chalice) de Victor Saville
- 1956 : Un cri dans la nuit (A Cry in the Night) de Frank Tuttle
- 1959 : Le Courrier de l'or (Westbound) de Budd Boetticher

#### À la télévision (séries)
- 1957 : Maverick
  - Saison 1, épisode 3 According to Hoyle de Budd Boetticher
- 1957-1958 : Sugarfoot
  - Saison 1, épisode 3 The Strange Land (1957) de Leslie H. Martinson, épisode 7 Misfire (1957) de Franklin Adreon et épisode 12 Man Wanted (1958) de Franklin Adreon
- 1958 : Perry Mason, première série
  - Saison 1, épisode 24 The Case of the Deadly Double d'Andrew V. McLaglen, épisode 31 The Case of the Fiery Fingers et épisode 33 The Case of the Long-Legged Models

### Comme réalisateur (intégrale)
(+ autre fonction le cas échéant)
- 1914 : For the Last Edition, avec Bobby Burns (CM)
- 1914 : The Revenue Officer's Deputy, avec Walter Long, Jack Conway (CM)
- 1914 : The Floating Call, avec Bobby Burns, George Siegmann (CM)
- 1914 : Over the Ledge, avec Wallace Reid, Donald Crisp (CM)
- 1914 : The Exposure, avec Wallace Reid, Raoul Walsh (CM)
- 1915 : Her Buried Past, avec Florence Crawford (CM)
- 1915 : Station Content, avec Wallace Reid (CM)
- 1915 : The Headliners, avec George Walsh (CM)
- 1915 : The Motor Boat Bandits (CM)
- 1915 : The Pretender, avec George Walsh (CM)
- 1915 : A Bold Impersonation, avec George Walsh (CM)
- 1916 : The Spirit of '61 (CM)
- 1916 : The Nymph (CM)
- 1916 : Brothers Equal (CM)
- 1916 : Circumstantial Justice (CM)
- 1916 : His Mother's Boy (CM)
- 1916 : The Black Terror (CM)
- 1916 : Her Vanishing Youth (CM)
- 1916 : The Eyes of Love, avec Jack Mulhall, Agnes Vernon (CM)
- 1916 : Scratched, avec Jean Hersholt (CM)
- 1917 : Blood Money, avec Harry Carey (CM)
- 1917 : The Bad Man of Cheyenne, avec Harry Carey, Priscilla Dean (CM ; + scénariste)
- 1917 : How to Be Happy Though Married, avec Agnes Vernon (CM)
- 1917 : The Outlaw and the Lady, avec Harry Carey (CM ; + scénariste)
- 1917 : The Drifter (en), avec Harry Carey, Claire Du Brey (CM)
- 1917 : Honorably Discharged (CM ; + acteur)
- 1917 : Goin' Straight, avec Harry Carey, Priscilla Dean (CM ; + scénariste)
- 1917 : The Fighting Gringo, avec Harry Carey, Claire Du Brey (CM)
- 1917 : A Slave of Fear (CM)
- 1917 : The Honor of an Outlaw, avec Harry Carey, Claire Du Brey (CM ; + acteur et scénariste)
- 1917 : A 44-Calibre Mystery, avec Harry Carey, Claire Du Brey (CM)
- 1917 : The Girl Reporter's Scoop (CM)
- 1917 : The Almost Good Man, avec Harry Carey, Claire Du Brey (CM)
- 1917 : The Mysterious Outlaw, avec Harry Carey (CM)
- 1917 : The Fugitive (CM ; + producteur)
- 1917 : The Golden Bullet, avec Harry Carey (CM)
- 1917 : Hair-Trigger Burke, avec Harry Carey, Claire Du Brey (CM ; + scénariste)
- 1917 : The Wrong Man, avec Harry Carey (CM)
- 1917 : Six-Shooter Justice, avec Harry Carey, Claire Du Brey (CM)
- 1917 : The Texas Sphinx, avec Harry Carey, Hoot Gibson, Alice Lake (CM)
- 1918 : Le Démon de l'or (The Purple Lily)
- 1920 : The One-Way Trail, avec Gordon Sackville